# Craniophora prodigiosa
Craniophora prodigiosa är en fjärilsart som beskrevs av Max Wilhelm Karl Draudt 1950. Craniophora prodigiosa ingår i släktet Craniophora och familjen nattflyn. Inga underarter finns listade i Catalogue of Life.